# 移動平均線
移動平均線（いどうへいきんせん、英: Moving average line）は、株価や外国為替のテクニカル分析において使用される指標。移動平均も参照。

## 概要
移動平均線自体は古くから統計分析などによく使われていたが、アメリカのJ・E・グランビルが「グランビルの法則」を出してから、それが、相場分析の世界に広まった。
移動平均線は、過去の一定期間の終値の平均値を求め、それを連続の線でつないだものである。5日移動平均線であれば、過去5日間の終値の平均値となる。移動平均線はテクニカル分析の指標として最も基本的なものであり、現在、多くの投資家に利用されている。

## 長期移動平均線と短期移動平均線
一般的に、チャートには長期と短期の2種類の移動平均線が表示される。
- 長期移動平均線は、週足では26週線、日足では25日線、日中足では4時間線を示すことが多い。
- 短期移動平均線は、週足では13週線、日足では5日線、日中足では1時間線を示すことが多い。

特に長期移動平均線は、株価のトレンド（基調）を暗示する場合が多く、これが上を向いているか、下を向いているかを見るだけで、株価の今後の変動を予測することが可能である。
一般的に、移動平均線の向きが上向きなら「上昇トレンド」、下向きなら「下降トレンド」を意味する。
現在のテクニカル分析では、短期、中期、長期の3本の移動平均線を同時に表示させる例が多く、日足チャートでは、5日移動平均線、25日移動平均線、75日移動平均線がよく使われる。
また、IT技術の進歩により、利用者が独自にパラメータを設定して利用者独自の移動平均線を使うケースもある。

## ゴールデンクロス（GC）とデッドクロス（DC）
短期移動平均線が、長期移動平均線を下から上に突き抜けることをゴールデンクロス（GC）と言い、一般的に投資家の間では買いの目安とされている。
逆に、上から下に突き抜けることをデッドクロス（DC）と言い、売りの目安とされている。
なお、長期移動平均線が下降している場合のGC・上昇している場合のDCは、一時的な株価の変動である場合が多く、この場合に買い向かったり売り向かったりするのは危険である。